# Lustro czarownicy
Lustro czarownicy (kor. 마녀보감 Manyeobogam) – południowokoreański serial telewizyjny z 2016 roku emitowany na antenie JTBC. Główne role odgrywają Yoon Shi-yoon, Kim Sae-ron, Lee Sung-jae, Yum Jung-ah oraz Kwak Si-yang. Serial emitowany był w piątki i soboty o 20:30 od 13 maja do 16 lipca 2016 roku, liczy 20 odcinków. Serial jest częściowo inspirowany książką Dongui bogam (동의보감), napisaną przez Heo Juna, zawierającą opisy praktyk medycznych stosowanych w XVI wieku.
Serial jest dostępny z napisami w języku polskim za pośrednictwem platformy Viki, pod tytułem Lustro czarownicy.

## Opis fabuły
Królowa Shim (Jang Hee-jin), żona króla Myeongjonga, mając problem z zajściem w ciążę, zwraca się o pomoc do szamanki Hong-joo (Yum Jung-ah). Hong-joo mówi królowej Shim, aby oszukała młodą szamankę Hae-ran (Jung In-seon), nakłaniając ją do zajścia w ciążę z królem. Za sprawą czarnomagicznych zaklęć Hong-joo przenosi płód do wnętrza królowej i nakazuje zabić Hae-ran. Kobieta dowiaduje się jednak o wszystkim i zanim umiera przepowiada, że dziecko urodzi się przeklęte. Królowa wydaje na świat bliźnięta: chłopca Sunhoe (Yeo Hoe-hyun) i dziewczynkę Seo-ri (Kim Sae-ron). Jednak by nie dopuścić do zrealizowania klątwy, Hong-joo i królowa chcą zabić księżniczkę. Szaman Choi Hyun-seo (Lee Sung-jae) w tajemnicy przed nimi jednak ją ratuje. Księżniczka pod zmienionym imieniem (Yeon-hee) dorasta w górach, z dala od reszty ludzi, aż do dnia, w którym do jej życia wkracza Heo Jun. Przypadkowe spotkanie Yeon-hee i Heo Jun wiąże ich losy, podczas gdy razem próbują przełamać klątwę księżniczki.

## Obsada

### Główna
- Yoon Shi-yoon jako Heo Jun
- Kim Sae-ron jako księżniczka Seo-ri/Yeon-hee
- Lee Sung-jae jako Choi Hyun-seo
- Yum Jung-ah jako szaman Hong-joo
- Kwak Si-yang jako Poong-yeon

### Pałac
- Jang Hee-jin jako królowa Shim
- Lee Ji-hoon jako król Seonjo
- Kim Young-ae jako królowa-matka Yoon
- Yeo Hoe-hyun jako książę koronny Sunhoe, brat Seo-ri
- Lee David jako król Myeongjong, syn Jungjonga
- Kang Han-na jako królowa Uiin, żona Seonjo

### Ludzie z Sogyeokseo
- Lee Yi-kyung jako Yo-kwang
- ?? jako Cheon-choo
- ?? jako Cheon-kwon
- ?? jako Ok-hyung
- ?? jako Gae-yang

### Otoczenie Heo Juna
- Jo Dal-hwan jako Heo Ok, brat przyrodni Heo Juna
- ?? jako Heo Yoon
- Jun Mi-sun jako pani Son, matka Heo Oka
- Kim Hee-jung jako pani Kim, matka Heo Juna

### W pozostałych rolach
- Choi Sung-won jako Dong-rae
- Moon Ga-young jako Sol-gae
- Min Do-hee jako Soon-deuk
- Hwang Mi-young jako So-yaeng
- Kim Chae-eun jako Moo-mae
- Jung Yoo-min jako Hwa-jin
- Kim So-hye jako Mi-hyang
- Kim Jong-hoon jako Bat-soe
- Kwon Hyuk-poong
- Kim Yong-ho
- Kim Won-jin
- Song Yong-ho
- Kim Seung-pil
- Lee Ga-kyung
- Go Eun-min
- Song Kyung-hwa
- Son Young-soon
- Lee Gyu-bok
- Nam Tae-boo
- Kwon Hyeok-soo
- Moon Soo-jong
- Yoo Il-han
- Seok Bo-bae
- Jang Yong-cheol
- Ahn Min-sang
- Park Se-jin
- Yoo Seung-il
- Seol Joo-mi

### Cameo
- Jung In-seon jako Hae-ran, matka Seo-ri i Sunhoe, szamanka
- Yoon Bok-in jako pani Ok, matka Poong-yeon
- Shim Hoon-gi jako oficer policji Jong Sa-gwan
- Lee Cho-hee jako Man-wol
- Kim Kap-soo jako Heo Jun (40 lat później)
- Ahn Gil-kang jako wędrowny mnich
- Nam Da-reum jako uczeń Heo Juna
- Park Chul-min
- Im Hyun-sung

## Oglądalność
| No. | Data emisji | Oglądalność | Oglądalność |
| No. | Data emisji | AGB Nielsen | TNmS        |
| --- | ----------- | ----------- | ----------- |
| 1   | 2016.05.13  | 2,606%      | 2,2%        |
| 2   | 2016.05.14  | 1,830%      | 1,9%        |
| 3   | 2016.05.20  | 2,422%      | 2,2%        |
| 4   | 2016.05.21  | 1,903%      | 1,7%        |
| 5   | 2016.05.27  | 2,545%      | 2,2%        |
| 6   | 2016.05.28  | 2,705%      | 2,0%        |
| 7   | 2016.06.04  | 2,986%      | 2.2%        |
| 8   | 2016.06.04  | 2,525%      | 2.2%        |
| 9   | 2016.06.10  | 2,380%      | 2,1%        |
| 10  | 2016.06.11  | 2,004%      | 1,7%        |
| 11  | 2016.06.17  | 2,260%      | 2,2%        |
| 12  | 2016.06.18  | 2,095%      | 1,7%        |
| 13  | 2016.06.24  | 2,797%      | 2,3%        |
| 14  | 2016.06.25  | 1,692%      | 1,6%        |
| 15  | 2016.07.01  | 2,742%      | 2,4%        |
| 16  | 2016.07.02  | 1,797%      | 1,6%        |
| 17  | 2016.07.08  | 2,322%      | 1,9%        |
| 18  | 2016.07.09  | 1,697%      | 1,6%        |
| 19  | 2016.07.15  | 2,709%      | 2,1%        |
| 20  | 2016.07.16  | 2,773%      | 1,9%        |

Uwaga: Odcinek 7 nie został wyemitowany 3 czerwca, z powodu transmisji 52. Baeksang Arts Awards. Ten odcinek został wyemitowany w sobotę 4 czerwca, razem z 8 odcinkiem.

## Nagrody i nominacje
| Rok  | Nagroda               | Kategoria                            | Wynik   | Źródło |
| ---- | --------------------- | ------------------------------------ | ------- | ------ |
| 2016 | 9. Korea Drama Awards | Najlepsza nowa aktorka (Kim Sae-ron) | Wygrana | [ 5 ]  |